# Magnus Herr
Magnus Herr (* 25. Februar 1841 in Petersberg (Hessen); † 24. Juni 1919 ebenda) war ein deutscher Kommunalpolitiker und Abgeordneter des Provinziallandtages der Provinz Hessen-Nassau.

## Leben
Magnus Herr war der Sohn des Landwirts Johann Adam Herr und dessen Gemahlin Otilia Kremer. Er betätigte sich in der Kommunalpolitik und war Bürgermeister in seinem Heimatort. Von 1886 bis 1898 saß er im Kurhessischen Kommunallandtag des Regierungsbezirks Kassel, aus dessen Mitte er zum Abgeordneten des Provinziallandtages der Provinz Hessen-Nassau bestimmt wurde.